# Time Fades Away
| Recensione       | Giudizio |
| ---------------- | -------- |
| AllMusic         |          |
| Piero Scaruffi   | 6.5/10   |
| Robert Christgau | A        |
| Rolling Stone    | positivo |
| Pitchfork        | 9.1/10   |

Time Fades Away è un album live di Neil Young pubblicato nel 1973 dalla Reprise Records.

## Descrizione
L'album ha almeno due particolarità: sebbene live, contiene solo pezzi inediti, cosa insolita all'epoca. Poi non è stato ristampato in formato CD fino al 2017, ed esisteva una petizione on-line di migliaia di fan che lo chiedevano a gran voce. I motivi di questa resistenza da parte di Young circa la ristampa del disco erano, secondo alcuni, la scarsa qualità audio (che è il vero problema dell'album), secondo altri Young invece non sarebbe soddisfatto di questo triste periodo della sua vita (dominato dall'abuso di alcool e dalla morte di cari amici), infatti questo disco inaugura la cosiddetta 
"Trilogia del dolore". Durante alcune date di quel tour fu aiutato nel cantare dagli amici David Crosby e Graham Nash, per via di un'infezione vocale contratta probabilmente per eccesso di bevande alcoliche.
I testi sono intimisti, si va dal minimalismo delle brevi ma intense ballate al piano Love In Mind e The Bridge (ispirata da una poesia) alla melodia scanzonata della title track che in realtà nasconde una vicenda di droga. L.A. è una dura condanna morale, mentre c'è la nostalgia dell'infanzia canadese in Journey Through the Past (da non confondersi con il disco precedente) e la toccante storia della propria vita in Don't Be Denied. Yonder Stands the Sinner è un blues-rock allegro mentre Last Dance è la consueta cavalcata, che qui però sembra una parodia del rock-duro del passato (stile Southern Man).
Il pubblico, che non si aspettava l'esecuzione di questi nuovi brani, ha un'accoglienza freddina che si sente nelle parti degli applausi che sfumano rapidamente.
Nonostante Time Fades Away sia poco considerato, soprattutto per via della sua scarsa reperibilità, è comunque una viva testimonianza dello stato d'animo dell'artista in quel periodo tormentato e l'abbozzo creativo dei successivi capolavori On the Beach e Tonight's the Night.

### Reperibilità
Da lungo tempo fuori catalogo in vinile, l'album è stato pubblicato ufficialmente in CD dapprima nell'agosto 2017 come parte del boxset Official Release Series Discs 5-8, e successivamente il 23 settembre 2022 come singolo CD.
In favore della sospirata ristampa del disco, i fan lanciarono una petizione on-line richiedendo che l'album venisse ripubblicato ufficialmente.

## Tracce
- Tutte le tracce sono registrate dal vivo in occasioni differenti. Love In Mind viene dallo stesso concerto da cui è stata tratta The Needle And The Damage Done che è su Harvest.
- Testi e musiche di Neil Young.

### Lato A
1. Time Fades Away (Myriad, Oklahoma City, Mar. 1) (5:36)
2. Journey Through The Past (Public Hall, Cleveland, Feb. 11) (3:19)
3. Yonder Stands The Sinner (Coliseum, Seattle, Mar. 17) (3:17)
4. L.A. (Myriad, Oklahoma City, Mar. 1) (3:11)
5. Love In Mind (Royce Hall, UCLA, Westwood, CA, Jan. 30, 1971) (2:02)

### Lato B
1. Don't Be Denied (Coliseum, Phoenix, Mar. 28) (5:18)
2. The Bridge (Memorial Auditorium, Sacramento, Apr. 1) (3:05)
3. Last Dance (Sports Arena, San Diego, Mar. 19) (8:45)